# Грин, Нина Николаевна
Ни́на Никола́евна Грин (урожд. Антони́на Миро́нова; 11 (23) октября 1894, Гдов (по другим данным, Нарва) — 27 сентября 1970, Киев) — жена Александра Грина. Основательница музея писателя в Старом Крыму, прототип героини «Алых парусов» Ассоль.

## Биография
Родилась в семье бухгалтера Николаевской железной дороги Николая Сергеевича Миронова и его жены, Ольги Алексеевны Мироновой (урожд. Савельевой; 1847–1944). Старший ребенок в семье, младшие братья — Константин (1896—1954), Сергей (1898—после 1934). Семья переезжала по местам службы отца и в 1914 году перебралась из Нарвы в Петербург.
Окончила Нарвскую гимназию с золотой медалью, поступила на Бестужевские курсы (1914) — сначала на физико-математическое отделение, а затем перешла на историко-филологическое.
В 1915 году вышла замуж за студента-юриста Михаила Васильевича Короткова, через год мобилизованного в армию и погибшего на фронте Первой мировой войны в 1916 году.  В 1916 году, окончив курсы сестёр милосердия, Нина пошла работать медсестрой в госпиталь в Лигово, в конце года устроилась на службу в газете «Биржевой курьер».
В 1917 году поступила на работу в газете «Петроградское эхо» помощником секретаря, там она впервые увидела Александра Грина (январь 1918 года). В 1918 году отец — Николай Сергеевич — умер. Нина заболела туберкулёзом, переехала на три года к родственникам в Подмосковье, затем вернулась в Петроград, где работала медсестрой. Жили вдвоём с мамой.
Вновь встретила Грина в 1921 году; 7 марта 1921 года они поженились. В 1924 году Грин с женой и тёщей, переехали в Крым, жили в Феодосии, затем — в Старом Крыму. Л. Е. Белозерская, встречавшаяся с Ниной Николаевной в 1925 году у М. Волошина в Коктебеле, оставила свои впечатления от встречи: «пришла очень привлекательная вальяжная русская женщина в светлом кружевном шарфе».
Грин умер в Старом Крыму в 1932 году. Нина Николаевна начала работу по увековечению памяти писателя, в 1934 году ей удалось организовать мемориальную комнату, в том же году, получив гонорар за сборник рассказов Грина «Фантастические новеллы», на ранее приобретенном участке земли 20 соток возвела жилой дом, дом Грина стал частным музеем. Открытие государственного музея было назначено на 1942 год, к 10-летию смерти А. С. Грина. Участвовала в создании Историко-краеведческого музея в Старом Крыму, с поручениями от музея ездила в Москву.
В 1934 году Нина Николаевна вышла замуж за феодосийского врача-фтизиатра Петра Ивановича Нания (1880–после 1942), давнего знакомого, лечившего А. С. Грина. В начале Великой Отечественной войны брак Нания и Грин распался.
Во время немецкой оккупации Крыма Н. Н. Грин осталась в Старом Крыму с тяжело больной матерью, после войны была осуждена на 10 лет лагерей за то, что работала корректором и редактором в оккупационной газете «Официальный бюллетень Старо-Крымского района», с 29 января по 15 октября 1942 года заведовала районной типографией. Оккупационные власти использовали имя вдовы знаменитого писателя в своих пропагандистских целях. В дальнейшем была угнана на трудовые работы в Германию. После освобождения вернулась в Крым, была арестована, отбывала заключение в лагерях на Печоре, затем — в Астрахани. Первая жена А. Грина, Вера Павловна Калицкая, помогала Нине Грин — посылала в лагерь посылки, деньги, писала письма.
Освободилась в 1956 году. После освобождения вернулась в Крым, после долгой борьбы вернула дом — последнее жилище Грина, приспособленный новыми хозяевами под хозяйственные нужды, добилась открытия музея писателя. Последние годы жила в обстановке крайней нужды и неприязни со стороны части местных жителей, М. С. Волошина говорила: «Она в полном забвении и нищете в Старом Крыму проживает. Иногда ко мне приезжает. Дружить мы не дружим. Она всех чурается. Но, мы общаемся, как два старых беззубых крокодила. Когда-то Нина красавицей была. Сильфида».
Нина Николаевна скончалась в Киеве 27 сентября 1970 года. В своём завещании она просила похоронить её в семейной ограде между могилами её матери и мужа. Но власти Старого Крыма не разрешили выполнить волю покойной, и захоронение состоялось в другом месте старокрымского кладбища.
Спустя год, в ночь на 23 октября 1971 года, киевские друзья Н. Н. Грин — Юлия Александровна Первова и Александр Аркадьевич Верхман с помощниками тайно перезахоронили её, выполняя упомянутое выше завещание.
Нина Николаевна полностью реабилитирована в 1997 году. Из заключения Прокуратуры Автономной Республики Крым:

Из имеющихся в материалах дела фактических данных усматривается, что Грин Н. Н. в период Великой Отечественной войны не принимала участия в карательных акциях против мирного населения, не занималась предательством и не оказывала в этом пособничества… Таким образом, Грин Н. Н. не совершила действий, предусматривающих ответственность за измену Родине.

## Литературное наследие
- Грин Н. Н. Воспоминания об Александре Грине: Мемуарные очерки. Дневниковые записки. Письма / Н. Ялова, Л. Варламова, С. Колотупова. — Феодосия; М.: Издат. дом Коктобель, 2005. — 400 с. — (Образы былого. Вып. 4). — 2500 экз. — ISBN 5-94293-009-0.